# Torre Campanario
Torre Campanario es un edificio de oficinas situado en a la plaza de armas de la ciudad de Temuco, Chile. Está ubicado en la calle Claro Solar y es adyacente a la Catedral de San José, cuyas oficinas acoge. Mide 70 metros de alto y tiene 20 pisos. Es el tercer edificio más alto de la ciudad.

## Historia
Se construyó en la década de 1990 para emplear los ingresos por el arriendo de oficinas para la mantención de la catedral, por lo que se toma como parte de esta. Presenta afinidades formales con la Torre Coltejer de Medellín.